# Paw Paws
Paw Paws (Paw Paws Bears) est une série télévisée d'animation américaine de 21 épisodes créée par William Hanna et Joseph Barbera pour Warner Bros. Television et diffusée pour la première fois le 31 octobre 1985.
Le nom de la série est un jeu de mots composé avec le nom du fruit Paw Paw (Asiminier trilobé) cultivé par les Amérindiens et indigènes d'Amérique du Nord, et du mot patte d'ours (paw signifie patte en anglais).

## Synopsis
Un groupe d'oursons amérindiens se défendant de leurs ennemis, les Meanos, que dirige le sorcier maléfique Dark Paw. Dark Paw et ses hommes de main veulent les trois grands totems en bois des Paw Paws : l'Ours Totem, la Tortue Totem et l'Aigle Totem. Les totems ont également servi de protecteurs à la tribu, prenant vie en cas de besoin grâce à la pierre de lune mystique de la princesse Paw Paw, qu'elle portait autour du cou, pour défendre le village...

## Voix originales
- Susan Blu : Princesse Paw Paw
- Ruth Buzzi : tante Pruney
- Scatman Crothers : Eugene the Genie
- Jerry Dexter : Medicine Paw
- Leo De Lyon :
- Laurie Faso :
- Pat Fraley :
- Billie Hayes :
- John Ingle : Wise Paw
- Tom Kratochvil :
- Mitzi McCall :
- Don Messick : PaPooch, additional voices
- Howard Morris : Trembly Paw
- Rob Paulsen :
- Thom Pinto : Brave Paw
- Robert Ridgely : Mighty Paw
- Nielson Ross :
- Stanley Ralph Ross : Dark Paw
- Marilyn Schreffler :
- Alexandra Stoddart : Laughing Paw
- Frank Welker : Bumble Paw, Totem Bear, voix additionnelles

## Sources
- (en) Cet article est partiellement ou en totalité issu de l’article de Wikipédia en anglais intitulé « Yippee, Yappee and Yahooey » (voir la liste des auteurs).
- (en) David Perlmutter : The Encyclopedia of American Animated Television Shows ; éditeur : Rowman & Littlefield, p. 446, 2018,  (ISBN 978-1538103739)
- (en) Hal Erickson : Television Cartoon Shows : An Illustrated Encyclopedia, 1949 Through 2003 (2nd ed.) ; éditeur : McFarland & Co., pp. 604–605, 2005,  (ISBN 978-1476665993)
- (en) Rob Bricken, 12 Cartoons From The 1980s No One Will Ever Have Nostalgia For, 11 novembre 2014